# Base Taishan
La base Taishan (in cinese: 泰山站; in pinyin: Tàishān Zhàn) è stata inaugurata ufficialmente l'8 febbraio 2014 ed è la quarta delle cinque stazioni di ricerca Cina in Antartide, dopo le stazioni Grande Muraglia, Zhongshan e Kunlun. La quinta stazione, la base Qinling, è stata ultimata nel febbraio 2024.
Il sito si trova a 2.621 m sopra il livello del mare nella Terra della Principessa Elisabetta, rispettivamente a 522 km e 600 km dalle stazioni di Zhongshan e Kunlun. Una delle sue funzioni è quella di fungere da punto di rilancio tra le due stazioni.
La costruzione è iniziata il 26 dicembre 2013. L'edificio principale della stazione ha un'area di 410 m², insieme all'edificio ausiliario con un'area di 590 m². La base può ospitare nell'area soggiorno e di ricerca un massimo di 20 persone durante l'estate antartica.